# Chelsea-Hackney Line
Chelsea-Hackney Line o «Chelney» Line és un projecte de línia de ferrocarril soterrat que circularia de sud-oest de Londres al nord-est. El 2008 el pla s'està desenvolupant per Cross London Rail Links Ltd., que també porten a terme el Crossrail, per això Chelsea-Hackney Line és coneguda com a Crossrail 2.

## Història

### Pla original
El 1901 es va fer un projecte de línia de metro de sud-oest a nord-est i el 1904 va arribar el projecte de llei al Parlament. Però maniobres polítiques dutes a terme per Charles Yekes, el magnat del metro, va fer acabar tal porjecte.

### Plans posteriors
El pla va tornar a sortir a la llum el 1970 per London Transport Board (l'operadora de l'època) abans d'acabar completament la Victoria Line i Fleet Line (actual Jubilee). Dissenyada per disminuir la pressió de passatgers a District, Central i Victoria Line, i per enllaçar dos àrees sense serveis de metro, la ruta sortiria de Wimbledon ramal de District Line fins a Leytonstone, on després enllaçaria ramals de la Central Line. Per raons financeres la línia finalment no es construí.
Estudi de Central London Rail de 1989, ruta que salvaguarda Central London:
- Parsons Green
- Chelsea, King's Road
- Sloane Square
- Victoria
- Piccadilly Circus
- Tottenham Court Road
- King's Cross St. Pancras
- Angel
- Essex Road
- Dalston Junction
- Hackney Central
- Homerton
- Leytonstone[2]

Com que en el projecte de línia la ruta passava a través de les línies King's Cross i King's Road es va proposar el nom "King's Line". Però es va decidir que Jubilee Line era prioritària i el projecte es va posposar.
El 1995, va sorgir una alternativa, l'Express Metro que utilitzaria més vies existents, tindria menys estacions i en via estàndard. La ruta havia d'ésser de East Putney de District Line a l'estació de Victoria; de Putney bridge, Parsons Green i Kings Road; o de Wandsworth Town i Clapham Junction i via Chelsea Harbour i Kings Road o via Battersea.
Una altra versió del projecte va sorgir el 2001 amb menys estacions.

## Projecte actual
El 2007, la ruta de 1991 s'ha posat al dia -l'estació de Sloane Square es va treure del projecte i es va decidir prendre el ramal d'Epping des de Leytonstone de la Central Line. Actualment és considerada com el tercer major projecte a la capital després de l'extensió de la East London Line i de Crossrail. I està projectat que l'estació de Sloane Square sigui reincorporada a la ruta.
De les tres rutes al sud-oest de Londres, el districte Londinenc de Kensigton and Chelsea estava a favor de la primera i actualment de la segona ruta. En els projectes actuals, només una estació es construirà sencera, l'estació de Chelsea.

### Operadora
Tot i que el projecte l'està desenvolupant Cross London Rail Ltd, la decisió de qui en serà l'operadora no és clar i no se sap si formarà part de la National Rail o del Metro de Londres. Hi ha avantatges i desavantatges en ambdues companyies. El sistema de National Rail, ferrocarril convencional, permet trens més llargs i, per tant, més capacitat de passatgers, però això significaria que la majoria d'enllaços amb altres estacions s'haurien d'abandonar, sobretot a Piccadilly Circus, i el cost seria major. Com a línia del metro de Londres necessitaria túnels menors i, per tant, trens més petits, però millors enllaços a Central London i el projecte seria més barat.

## Altres propostes
També s'ha proposat una extenció a Northwars que implica reutilitzar la secció de Heights de la Northern Line cap a l'estació d'Alexandra Palace que havia estat projectada com a part de la Northern Line. Un enllaç de Clapham Junction a Victoria via Chelsea Harbour també s'està plantejant. També podria estendre's cap al sud fins a Wimbledon, però això caldria recosntruir l'estació.